# 四宮吏桜
四宮 吏桜（しのみや りお、1998年2月21日- ）は、日本の女性元アーティスト、元歌手、女優。Rev. from DVLの元メンバーである。ガールズグループONE SCENEの元メンバー。
AcaLino Production所属。福岡県出身。A型。

## 略歴
2004年にアクティブハカタのオーディションを受け合格。アクティブハカタの児童劇団Pot Pokkeに入団。2006年、DVL（のちのRev. from DVL）へ加入。2017年、Rev. from DVL解散、卒業。同年、アクティブハカタよりAcaLino Productionへ移籍。2018年、20歳の生誕祭より、本名の「四宮なぎさ」から芸名「四宮吏桜」へ改名した。

## 人物
7歳上の姉がいる。「今も昔もこれからも憧れの人であり、ずっと背中を見ている。姉がいたから今の自分がいる。」と述べている。趣味は映画、舞台鑑賞、餃子めぐり、料理、一人旅。
所有資格は英検3級、パソコン検定、普通自動車免許。
以前所属していた事務所アクティブハカタでは橋本環奈の先輩にあたり、同じRev. from DVLで活動し、橋本環奈のブログにも度々登場していた。

## 出演

### テレビ番組
- 着信御礼！ケータイ大喜利（2016年1月、NHK総合）イベント会場中継
- 絶品すぎるグルメ街に天使すぎるMC降臨!夏はサカスで満腹SP（2014年、TBS）
- 1番ソングSHOW（2014年6月18日、日本テレビ）[3]
- ミュージックドラゴン（2014年4月12日、日本テレビ）

### 映画
- 翔べない鳥も空を見る。（2018年）[4][5]‐主演 西村愛美役
- キリエのうた（2023年）

### 舞台
- ミュージカル「(愛おしき)ボクの時代」[6] ‐ きびだんご娘・瑠美 役
- 浅利慶太プロデュースミュージカル「夢から醒めた夢」(2017年) ‐ 主演 ピコ 役[7][8]
- 劇団四季「ライオンキング」 (2009年) ‐ ヤングナラ役
- 明治座 「よみがえる明治座東京喜劇－ニッポン放送「高田文夫のラジオビバリー昼ズ」全力応援!!」（2021年）
- ミュージカル座「ひめゆり」（ミュージカル）（2021年）- はる役
- 歌妖曲〜中川大志之丞変化〜（2022年） - 友岡虹子 役[9][10]
- 浅利慶太プロデュースミュージカル「夢から醒めた夢」（2023年） ‐ 主演 ピコ 役
- 浅利慶太プロデュースミュージカル「オンディーヌ」（2023年）‐ 水の精 役
- ミュージカル座「サイト」（2024年）
- 劇団東のボルゾイ「ソフトパワー」(2024年)
- ミュージカル「추락 -墜落-」（2024年）[11]

### イベント
- AcaLino ProFAN交流会（2017年10月01日）

### CM
- カルピスベトナム（2016年）Rev.for TEENZとして出演[12]
- 日清食品 カップヌードル「バカッコイイ編」（2015年）
- 世界卓球2014 TOKYO
- 福岡宅建協会ふれんず
- NTTドコモ九州